# Sede vacante

Символика Святого Престола в период Sede vacante (вакантного престола)

Sede vacante («при вакантном троне», при вакантном престоле; от лат. sedes vacans — вакантный престол) — период, когда Святой Престол не занят понтификом (то есть в период между смертью или отречением папы римского и избранием его преемника).

## Вакантный период
Фаза вакантного престола начинается, когда кардинал-камерленго констатирует смерть папы следующим образом: трижды ударяет усопшего понтифика серебряным молоточком в лоб, называет его именем, данным ему при крещении, и просит откликнуться. После того, как папа не откликнулся, кардинал-камерленго произносит фразу: Vere Papa mortuus est («Папа действительно мёртв»), и Святой Престол вступает в период Sede vacante. Однако сейчас удары молоточком в лоб не применяются, камерленго просто трижды зовёт папу именем, данным при крещении. Кроме того, возможно начало периода Sede vacante в момент отречения папы римского, как это случилось 28 февраля 2013 года.
В период Sede vacante все чиновники Римской курии лишаются своих постов, за исключением трёх человек: камерленго Римско-католической церкви, декана Коллегии кардиналов и великого пенитенциария. В этот период Святым Престолом и Римско-католической церковью управляет Коллегия кардиналов, во главе с камерленго, который является местоблюстителем главы Святого Престола. Главная забота Коллегии кардиналов — похоронить усопшего папу и приступить к выборам нового римского первосвященника на конклаве.
Начиная с 1831 года период Sede vacante не длился больше 20 дней, так как папскими правилами установлено, что конклав должен собраться не позднее 18-го дня со дня смерти папы. В эпоху Средневековья бывали периоды вакантного престола, длившиеся месяцами, а то и годами. Самый длительный период Sede vacante — 1268—1271 гг. (между смертью папы Климента IV и избранием Григория X).
В период Sede vacante выпускаются монеты и почтовые марки Ватикана с гербом, аналогичным гербу кардинала-камерленго, но без профиля папы, на них часто присутствовала чеканка или надпись «Sede vacante», обозначающие, что этот тираж был выпущен в данный период.
От Sede vacante произошло название традиционного консервативного религиозного движения седевакантизм, члены которого не признают римских пап, правящих со Второго Ватиканского собора, начиная с Иоанна XXIII.

## Список периодов вакантного престола начиная с конца XVIII века
- Между Пием VI и Пием VII — с 29 августа 1799 по 14 марта 1800, 198 дней;
- Между Пием VII и Львом XII — с 20 августа по 28 сентября 1823, 40 дней;
- Между Львом XII и Пием VIII — с 10 февраля по 31 марта 1829, 50 дней;
- Между Пием VIII и Григорием XVI — с 1 декабря 1830 до 2 февраля 1831, 64 дня;
- Между Григорием XVI и Пием IX — с 1 по 16 июня 1846, 16 дней;
- Между Пием IX и Львом XIII — с 7 по 20 февраля 1878, 14 дней;
- Между Львом XIII и Пием X — с 20 июля по 4 августа 1903, 16 дней;
- Между Пием X и Бенедиктом XV — с 20 августа по 3 сентября 1914, 15 дней;
- Между Бенедиктом XV и Пием XI — с 22 января по 6 февраля 1922, 16 дней;
- Между Пием XI и Пием XII — с 10 февраля по 2 марта 1939, 21 день;
- Между Пием XII и Иоанном XXIII — с 9 по 28 октября 1958, 19 дней;
- Между Иоанном XXIII и Павлом VI — с 3 по 21 июня 1963, 19 дней;
- Между Павлом VI и Иоанном Павлом I — с 6 по 26 августа 1978, 21 дней;
- Между Иоанном Павлом I и Иоанном Павлом II — с 28 сентября по 16 октября 1978, 19 дней;
- Между Иоанном Павлом II и Бенедиктом XVI — с 2 апреля по 19 апреля 2005, 18 дней;
- Между Бенедиктом XVI и Франциском — c 28 февраля по 13 марта 2013, 14 дней;
- Между Франциском и Львом XIV — c 21 апреля по 8 мая 2025, 18 дней.

## На уровне епархий
Термин «Sede vacante» также употребляется по отношению к вакантным кафедрам католических епархий, когда по различным причинам не назначен новый ординарий епархии.